# Владислав Зих (палеонтолог)
Владислав Зих (пол. Władysław Zych; 5 червня 1899, Бучач, нині Тернопільська область, Україна (тоді Королівство Галичини та Володимирії, Австро-Угорщина) — 22 травня 1981) — польський вчений (геолог, палеонтолог). Доцент, професор Університету Яна ІІ у Львові (тепер Львівський національний університет імені Івана Франка). Досліджував геологію девонського періоду вздовж долини Дністра. Автор близько 100 наукових праць, зокрема, «Old Red Podolski» (1927), «Cephalaspis kozlowskii» (1937).
Під час совіцкої окупації — комендант «Союзу збройної боротьби у Львові» (пол. Związku Walki Zbrojnej we Lwowie), під час другої світової арештований у 1943 році, потім в'язень Аушвіцу, Дахау.